# (4510) Shawna
(4510) Shawna – planetoida z pasa głównego asteroid okrążająca Słońce w ciągu 3 lat i 229 dni w średniej odległości 2,36 j.a. Została odkryta 13 grudnia 1930 roku w Lowell Observatory przez Clyde'a Tombaugha. Nazwa planetoidy pochodzi od Shawny Willoughby, wnuczki odkrywcy. Przed jej nadaniem planetoida nosiła oznaczenie tymczasowe (4510) 1930 XK.